# J・J・グランヴィル
J・J・グランヴィル（J.J. Grandville、1803年9月13日 - 1847年3月17日）は、フランスの風刺画家である。本名は、ジャン=イニャス=イシドール・ジェラール。

## 生涯
フランスの南東、ナンシーにて細密画家である父ジャン=バチスト・マチアス・ジェラール・グランヴィルとカトリーヌ=エミリ・ヴィオの四男として生まれた。筆名の「グランヴィル」は役者をやっていた祖父母の芸名から名づけた。絵についての教えは画家の父から学んだ。21歳のときパリに行き「Les Tribulations de la petite proprieté」と題したリトグラフ集を出版。その後「Les Métamorphoses du jour」（1828-1829年）で名声を確立する。これは胴体が人間で首から上が動物で描かれている風刺画の作品集であった。後年、体制に対する風刺画からより幻想的な作風に変化し、花を擬人化した作品集「花の幻想」（フルール・アニメ）、より幻想的な「別世界」などの作品集が残っている。
作品「Jaggler of Universes」はイギリスのロック・バンドクイーンの1991年のアルバム、『イニュエンドウ』のジャケットに使われ、このアルバムのアートワーク及びこのアルバムからのシングルにはグランヴィルのイラストが多数使用された。

## ギャラリー

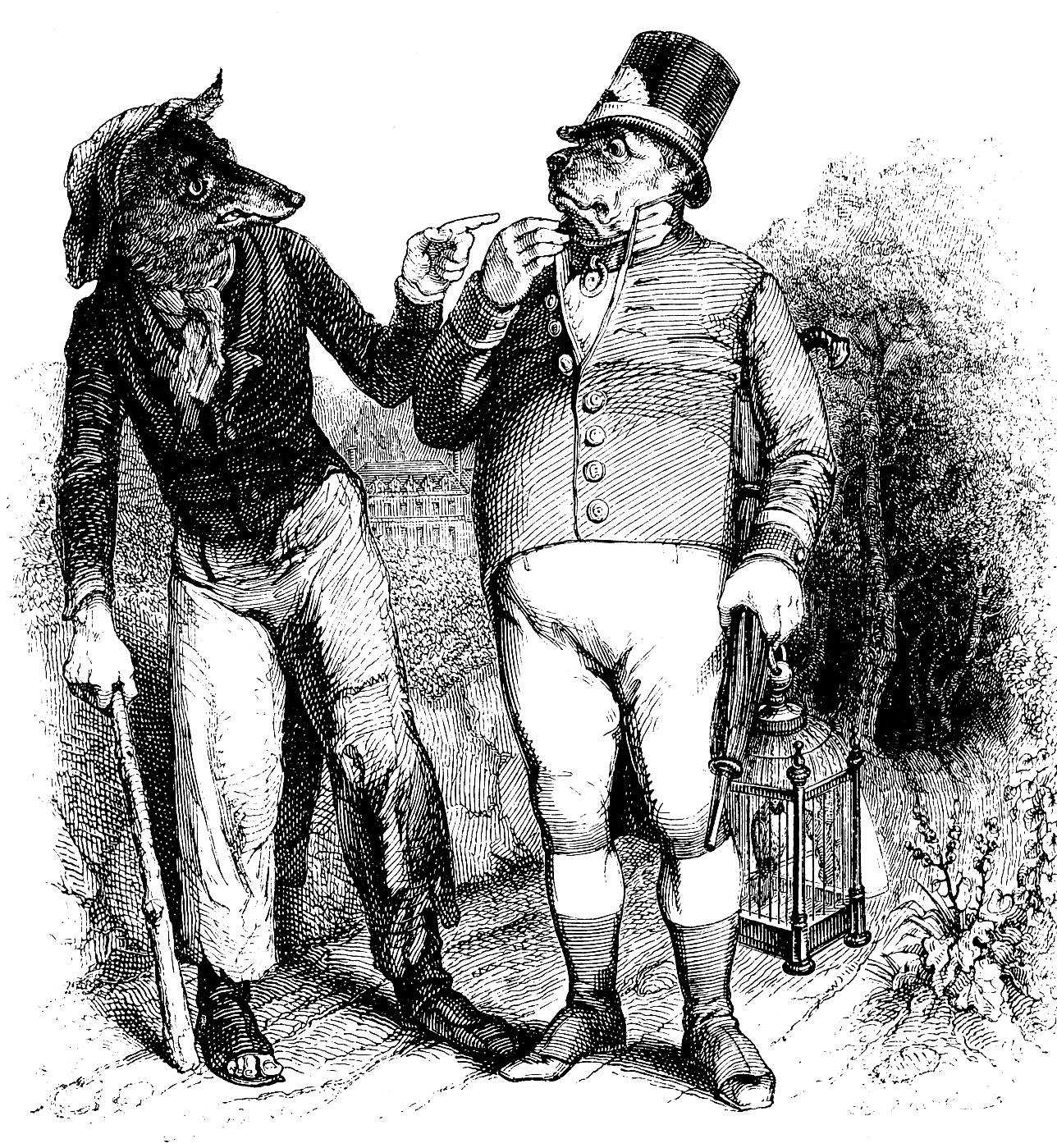
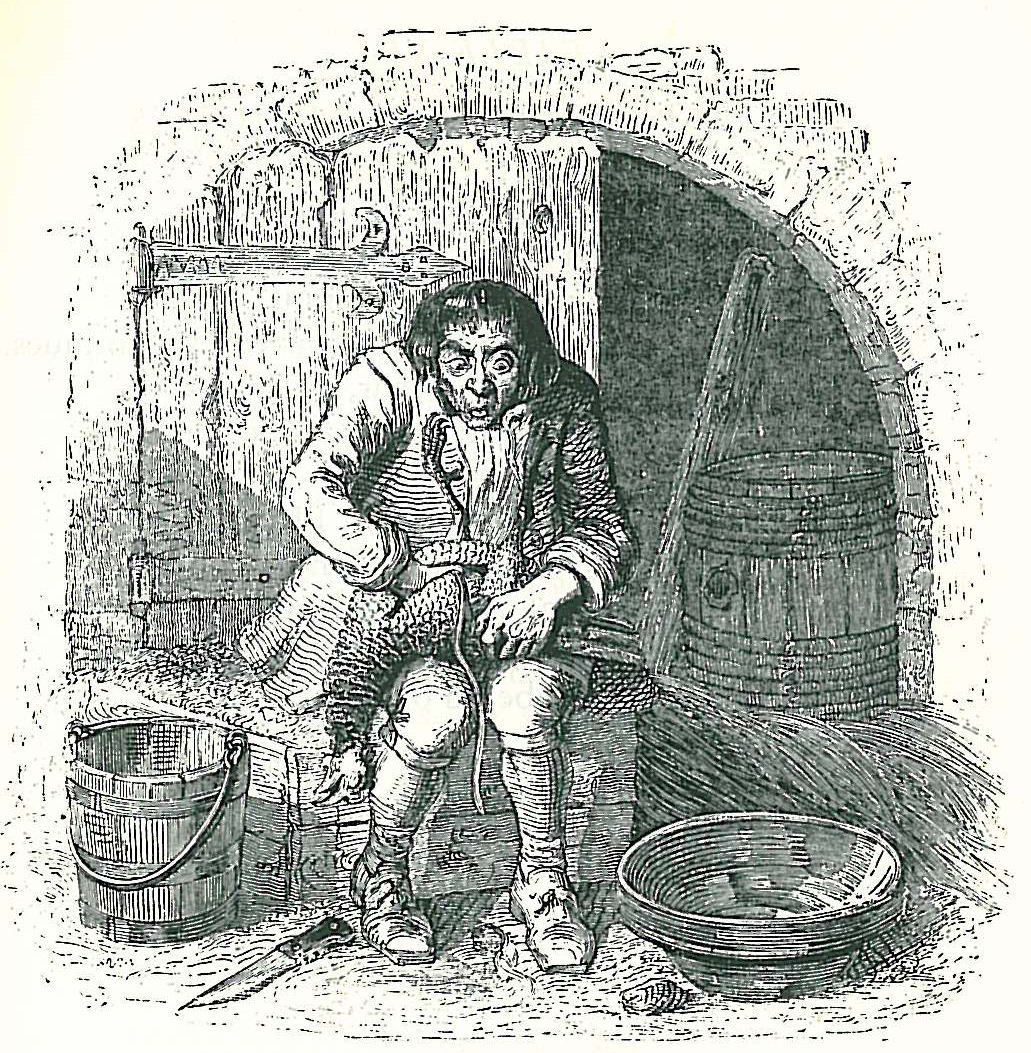
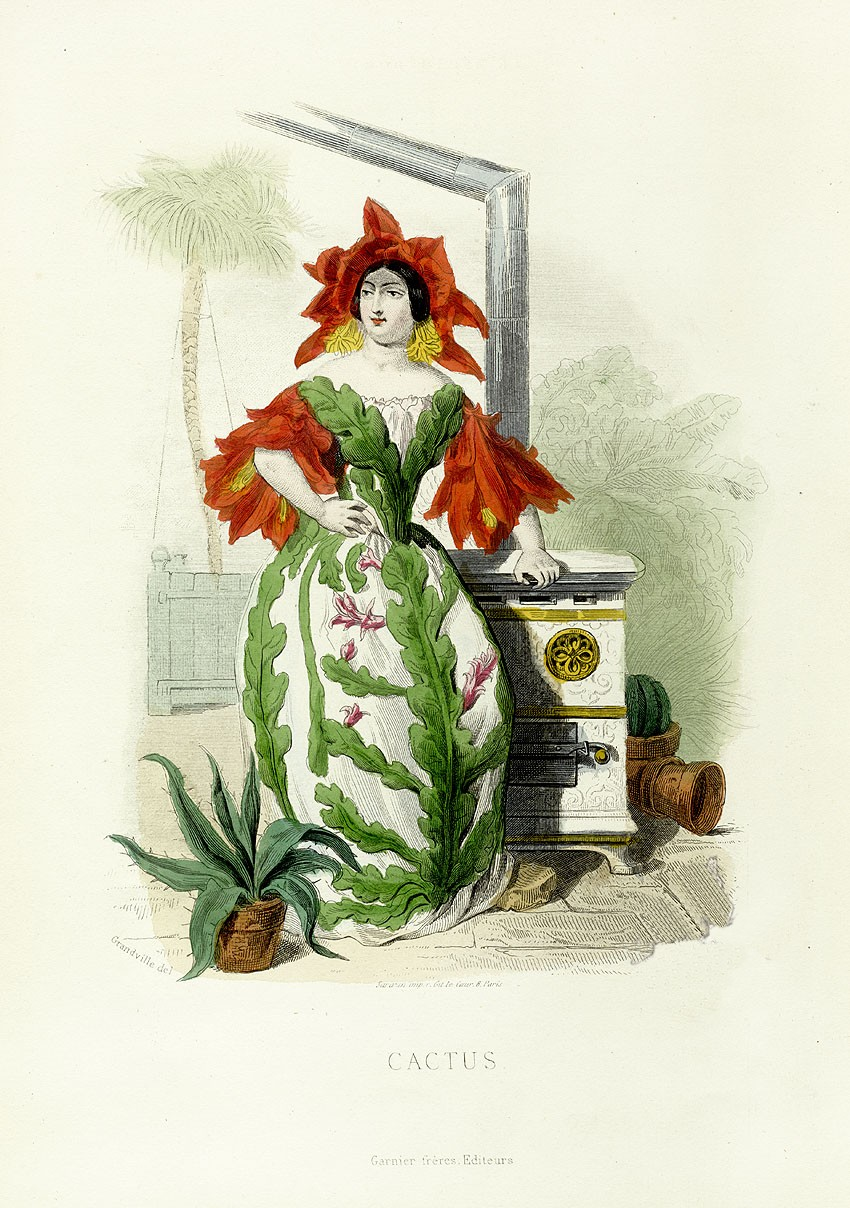
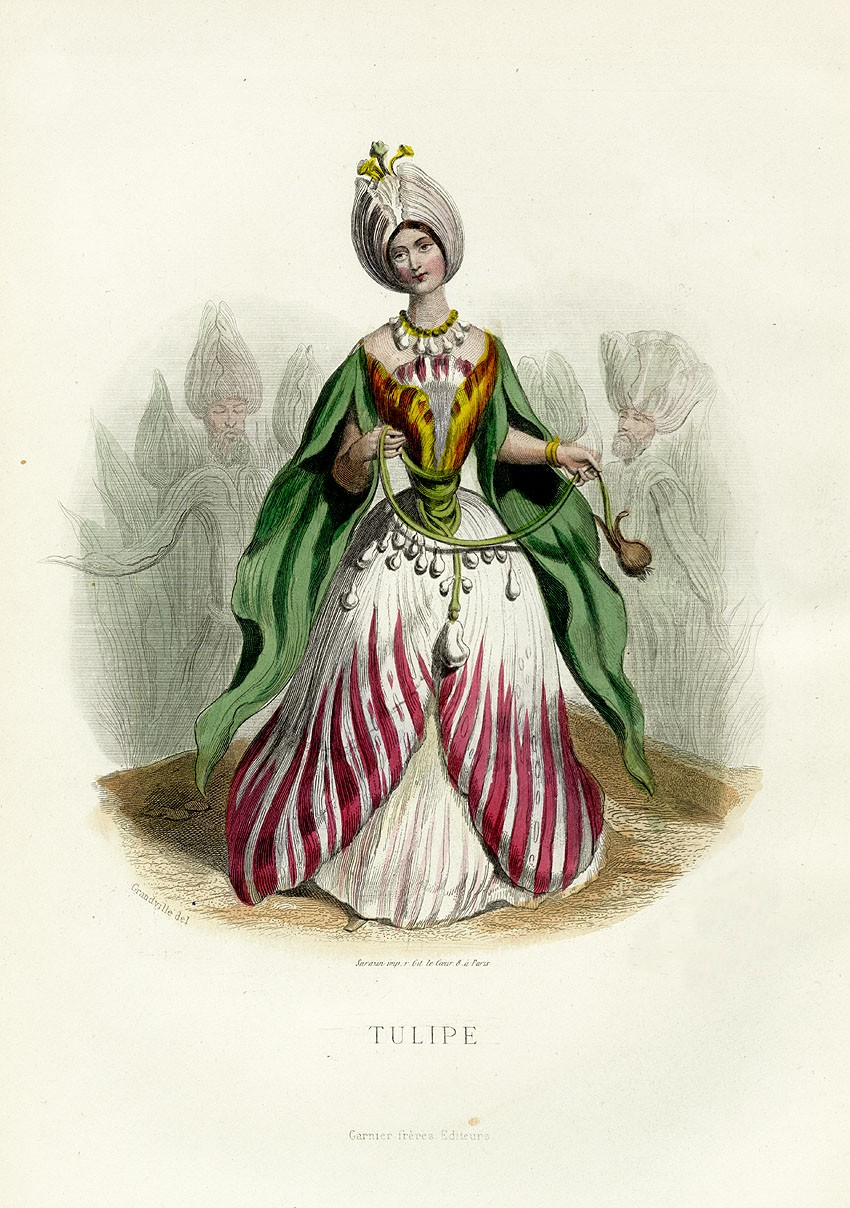

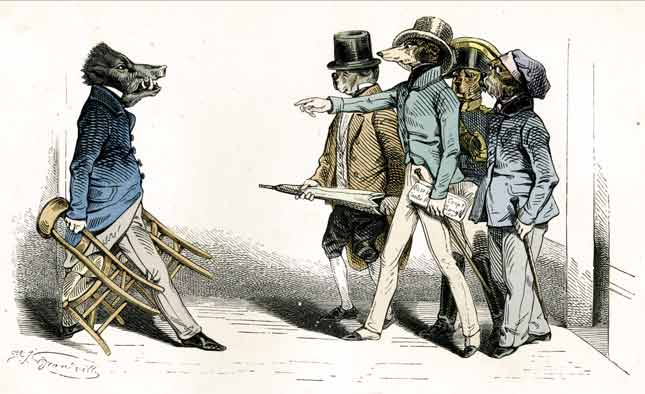
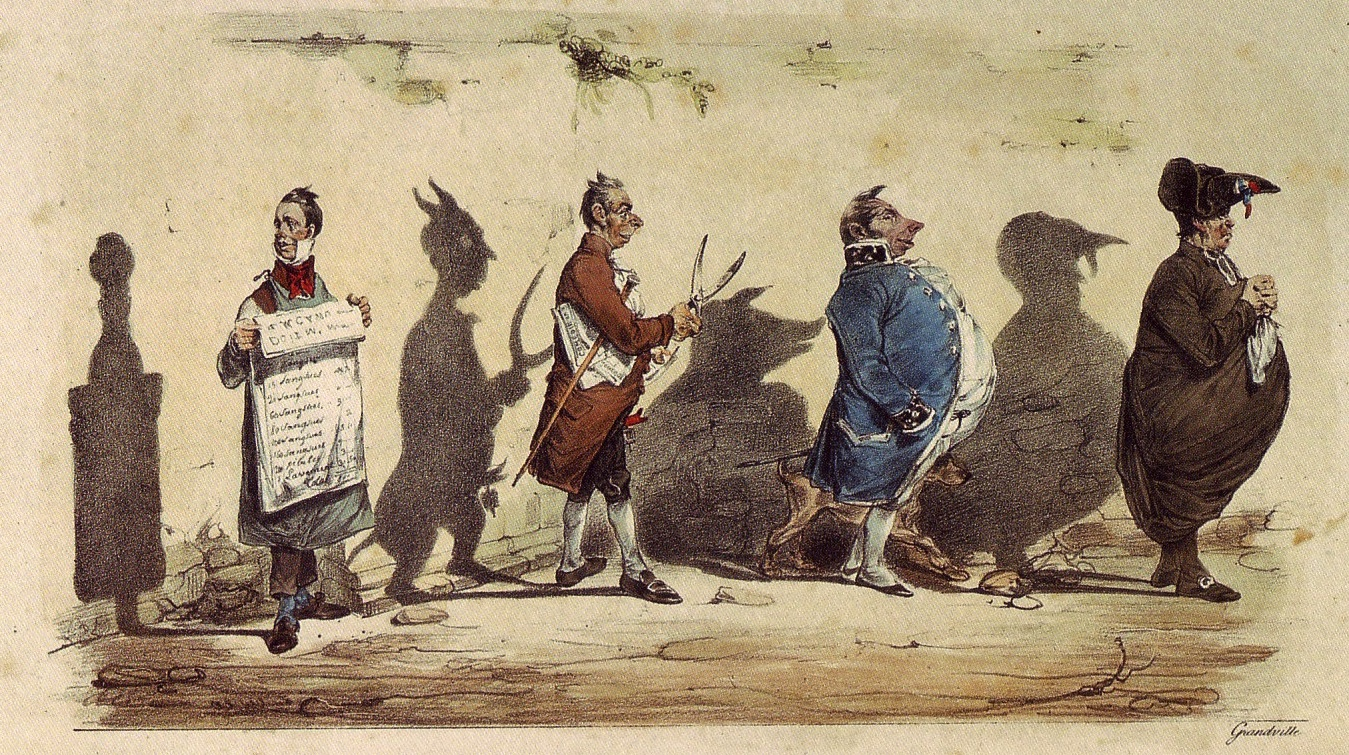
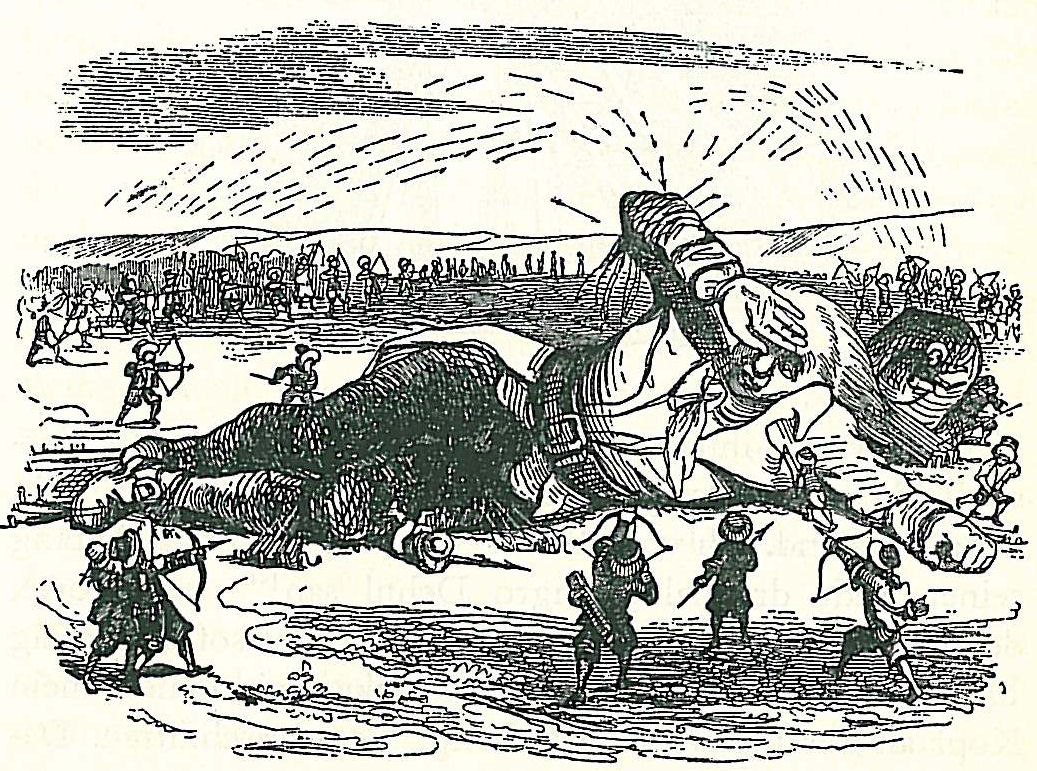

## 画集
- 『画集グランビル』谷口江里也編著 講談社 1986
- 野村正人『諷刺画家グランヴィル―テクストとイメージの19世紀』水声社、2014